# Delbarton
Delbarton est une ville américaine située dans le comté de Mingo en Virginie-Occidentale.
Selon le recensement de 2010, Delbarton compte 579 habitants.
Située dans l'une des régions les plus riches en charbon de l'État, la municipalité s'étend sur 2,01 milles carrés (5,21 km2).
Nommée en l'honneur d'un dirigeant de The United Thacker Land Company, Delbarton est une municipalité depuis le 6 septembre 1946.